# Chris Woods
Christopher ("Chris") Woods (Swineshead, Lincolnshire, 14 november 1959) is een voormalig betaald voetballer uit Engeland, die speelde als doelman gedurende zijn carrière.

## Clubcarrière
Woods speelde clubvoetbal in Engeland en Schotland voor onder meer Norwich City en Glasgow Rangers. Met de club uit Glasgow won hij viermaal de Schotse landstitel en even zo vaak de Scottish League Cup. Hij beëindigde zijn actieve loopbaan in 1998 bij Burnley.

## Interlandcarrière
Woods speelde 43 keer voor de nationale ploeg van Engeland in de periode 1985-1993. Onder leiding van bondscoach Bobby Robson maakte hij zijn debuut op 16 juni 1985 in de vriendschappelijke wedstrijd tegen de Verenigde Staten, die met 5-0 werd gewonnen dankzij doelpunten van Gary Lineker (2), Kerry Dixon (2) en Trevor Steven. Hij moest lange tijd Peter Shilton voor zich dulden. Hij nam met Engeland deel aan twee WK-eindronden (1986 en 1990), en tweemaal aan het EK voetbal: 1988 en 1992.

## Erelijst
Nottingham Forest
- FA Community Shield

1978
- Football League Cup

1978
- Europacup I

1979
- Europese Supercup

1979
 Norwich City
- Football League Cup

1985
 Glasgow Rangers
- Scottish Premier League

1987, 1989, 1990, 1991
- Scottish League Cup

1987, 1988, 1989, 1991